# Turu tänav
La rue du Marché (estonien : Turu tänav) est une rue de Tartu en Estonie.

## Présentation
La rue Turu tänav commence à l'intersection de la rue Riia tänav et du boulevard Vabaduse atteignant le virage de la prison de Tartu. 
Après le virage, la rue est prolongée par la Ringtee tänav.
La rue Turu tänav à une longueur de 4,1 kilomètres,

## Bâtiments
Le centre commercial Tasku et le centre commercial Kvartal, l'hôtel Dorpat, le Centre Aura sont situés en bordure de la rue Turu tänav. 
À l'autre bout de la rue, près du pont d'Ihaste, se trouve la prison de Tartu. 
Avant la seconde guerre mondiale, la synagogue de Tartu était également située dans la rue Turu tänav.
Le long de la rue se trouve la chaufferie centrale de Tartu (et), qui a produit de la chaleur entre 1967 et 2014.

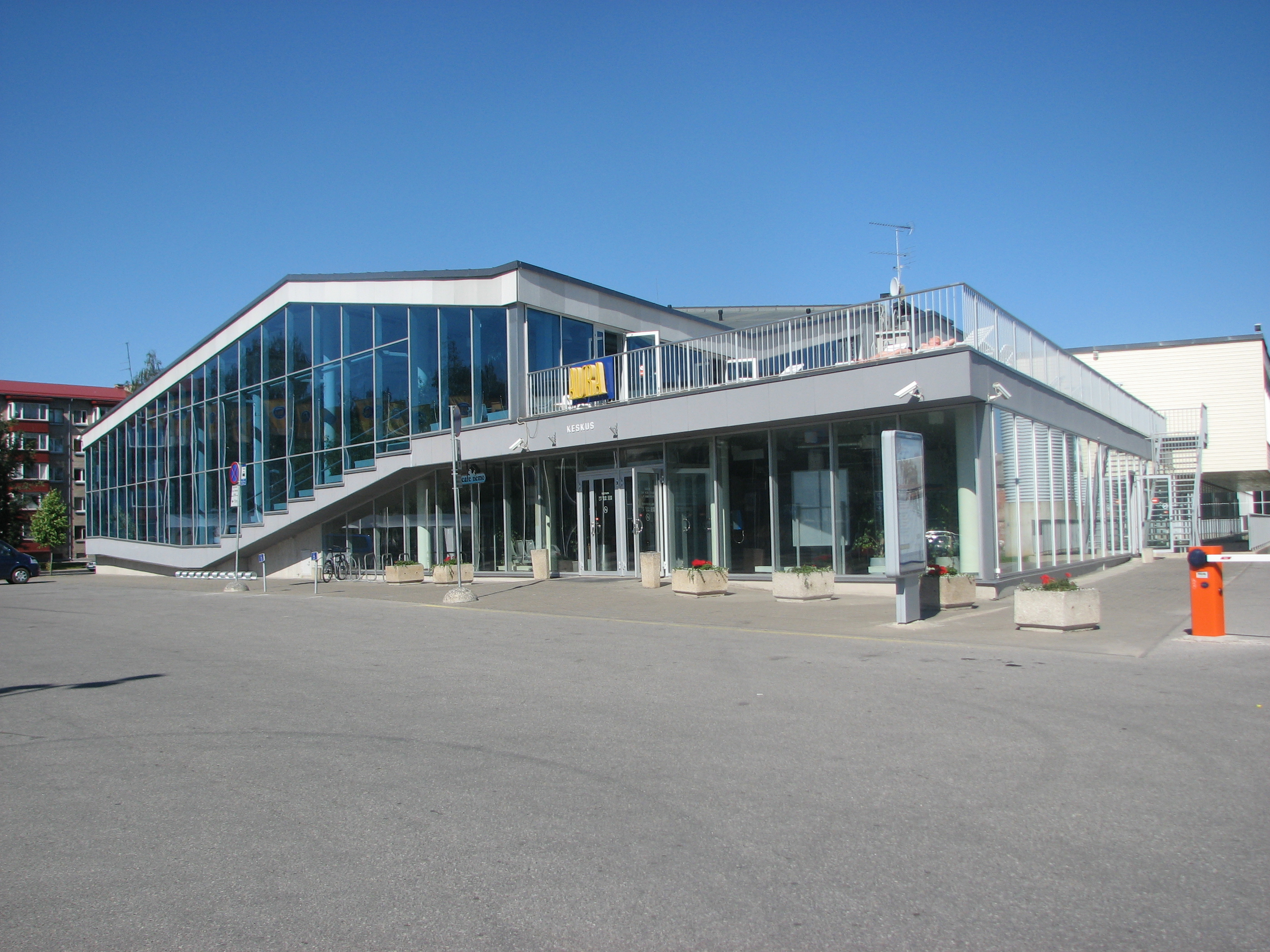
Aura Keskus.
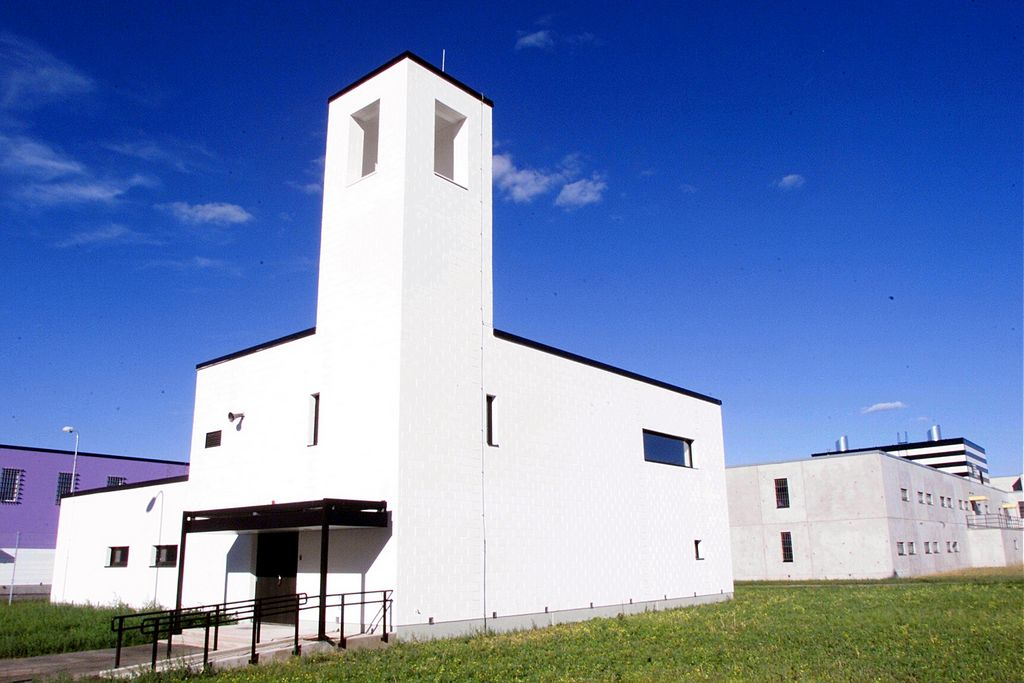
Turu tn 56, Prison de Tartu.
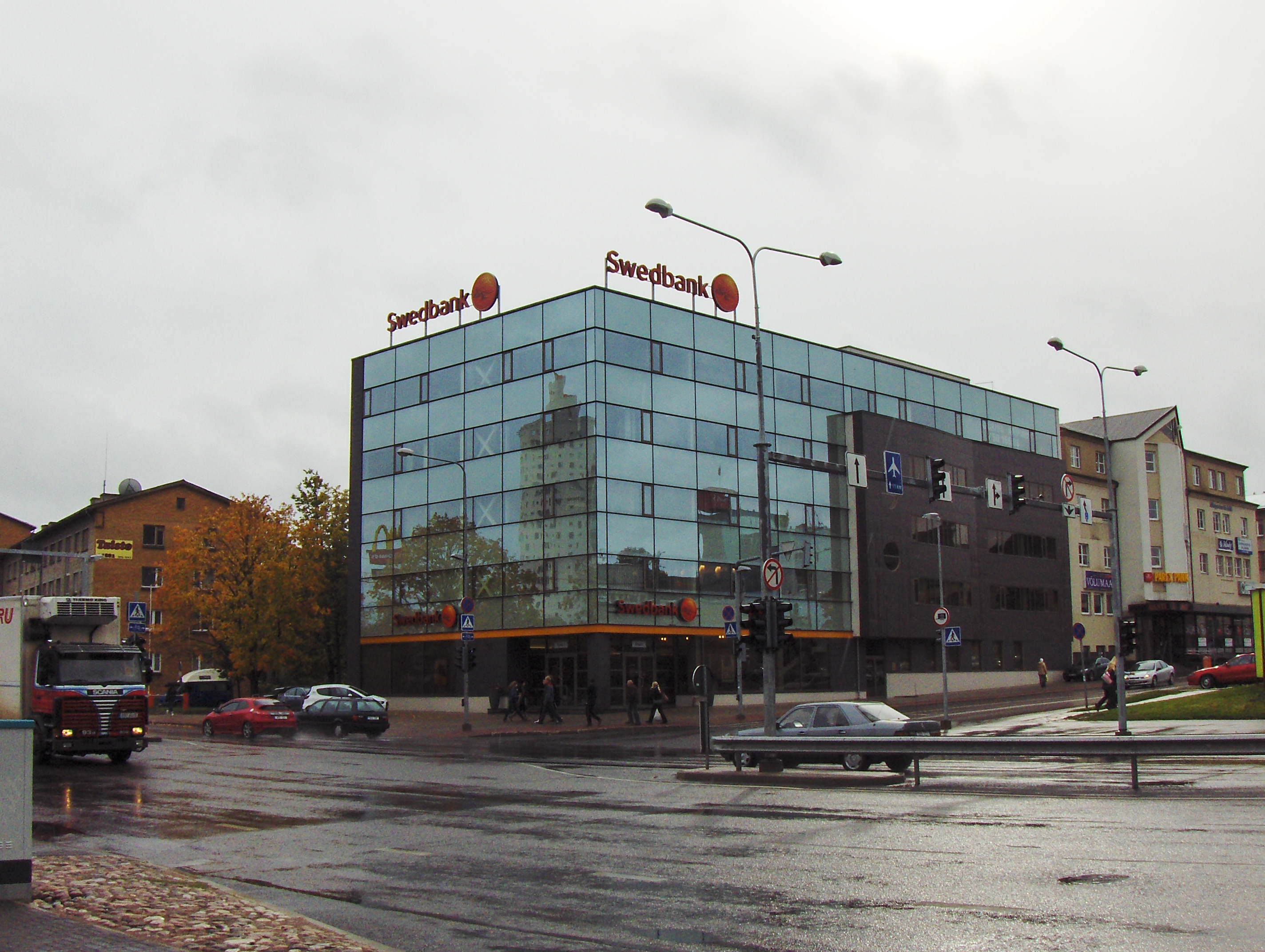
Turu tn 1.
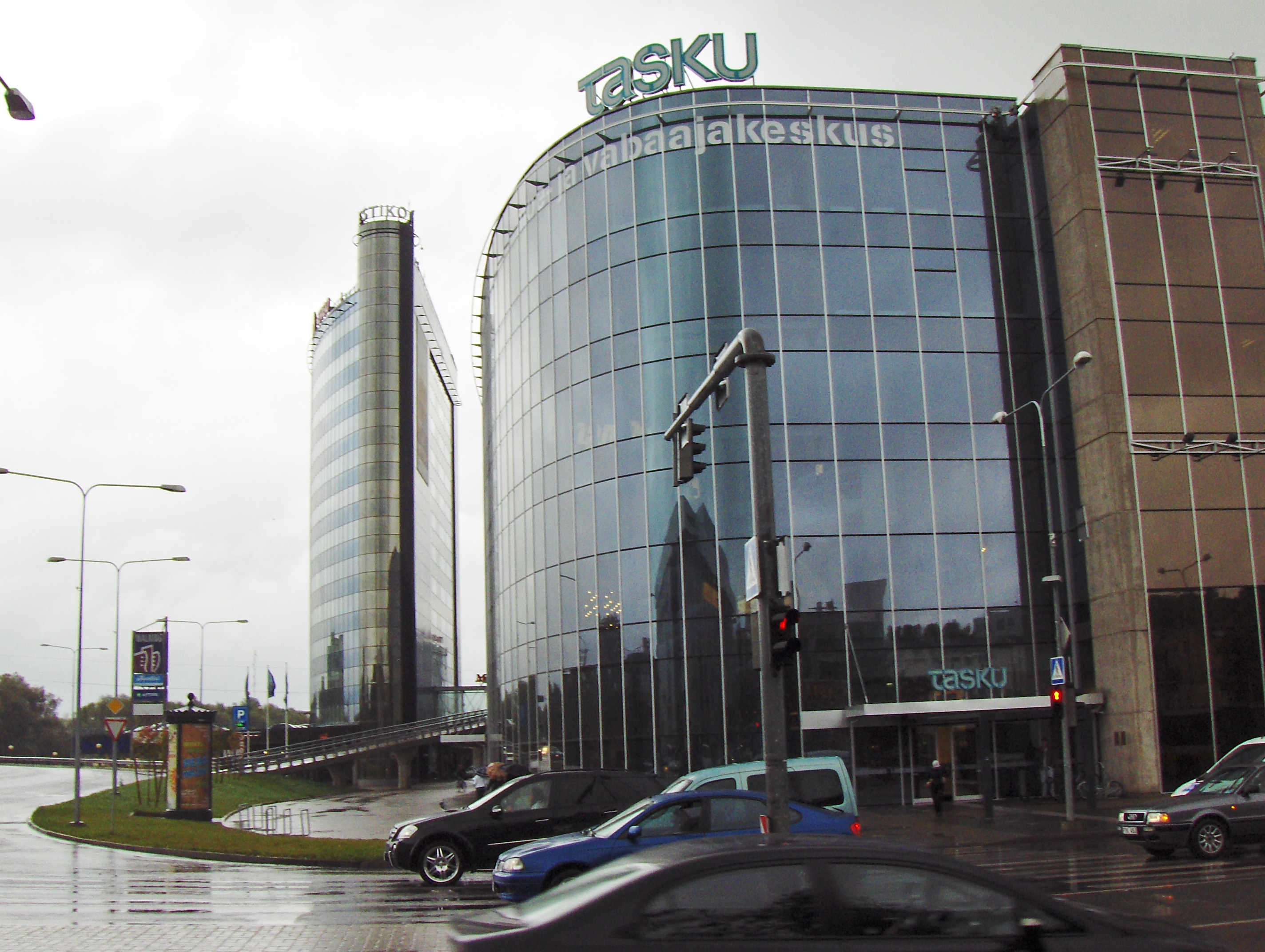
Turu tn 2, Tasku Keskus.
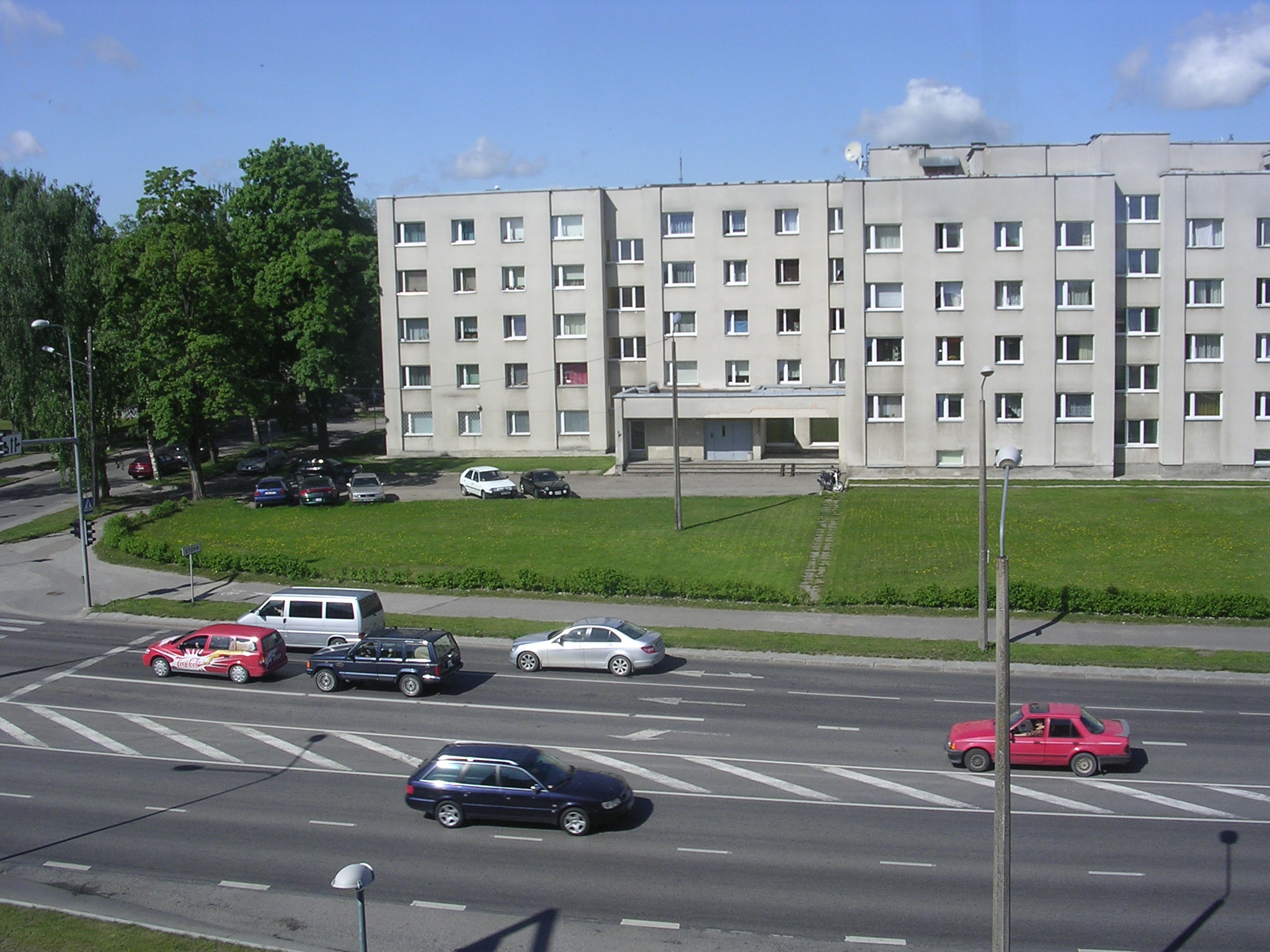
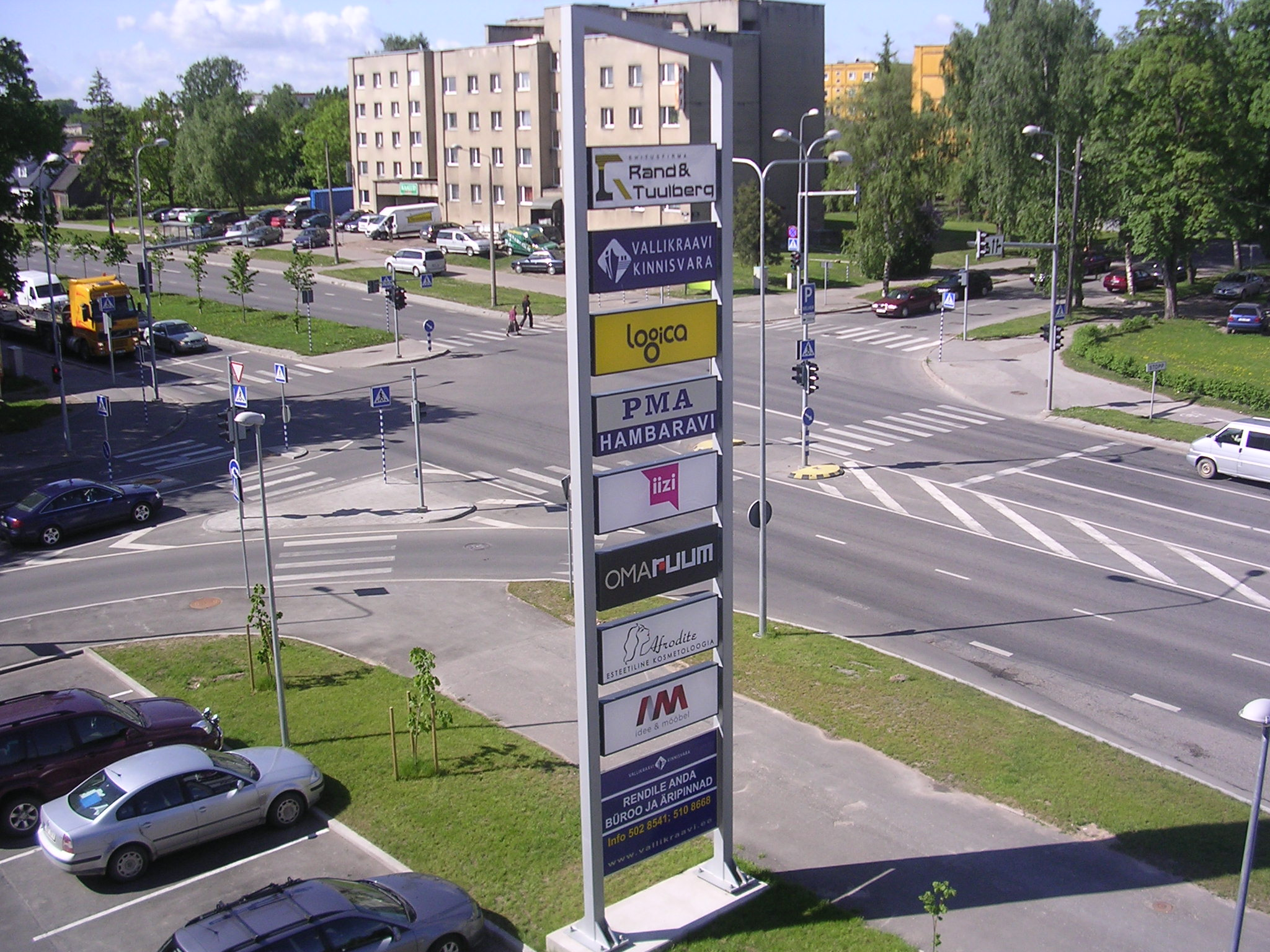